# Trypauchen pelaeos
A Trypauchen pelaeos a csontos halak (Osteichthyes) főosztályának sugarasúszójú halak (Actinopterygii) osztályába, ezen belül a sügéralakúak (Perciformes) rendjébe, a gébfélék (Gobiidae) családjába és az Amblyopinae alcsaládjába tartozó faj.

## Előfordulása
A Trypauchen pelaeos elterjedési területe a Csendes-óceán nyugati része.

## Életmódja
Ez a halfaj, trópusi, tengeri, fenéklakó, amely 3-20 méteres mélységben tartózkodik.